# Fundació per a la Formació Contínua
La Fundació per a la Formació Contínua (FORCEM) era un organisme estatal creat per gestionar la Formació Professional contínua a Espanya, cosa que va fer del 1992 al 2004. Tot conjuntament amb la Formació Professional Reglada i la Formació Professional Ocupacional, integrava l'antic Sistema de Formació Professional.
La missió de la Formació Professional Contínua era proporcionar als treballadors en actiu una formació adient per la seva vida laboral, aportant-los coneixements i experiències segons les seves necessitats i les demandes que presentaven a cada moment les empreses i el mercat laboral en general. La FORCEM es va fusionar l'any 2004 amb la Fundació Tripartita per a la Formació en l'Ocupació, fundació estatal encarregada de la gestió del nou subsistema de Formació en l'Ocupació, en vigor des de 2007.